# Maria Hilf (La Paz)

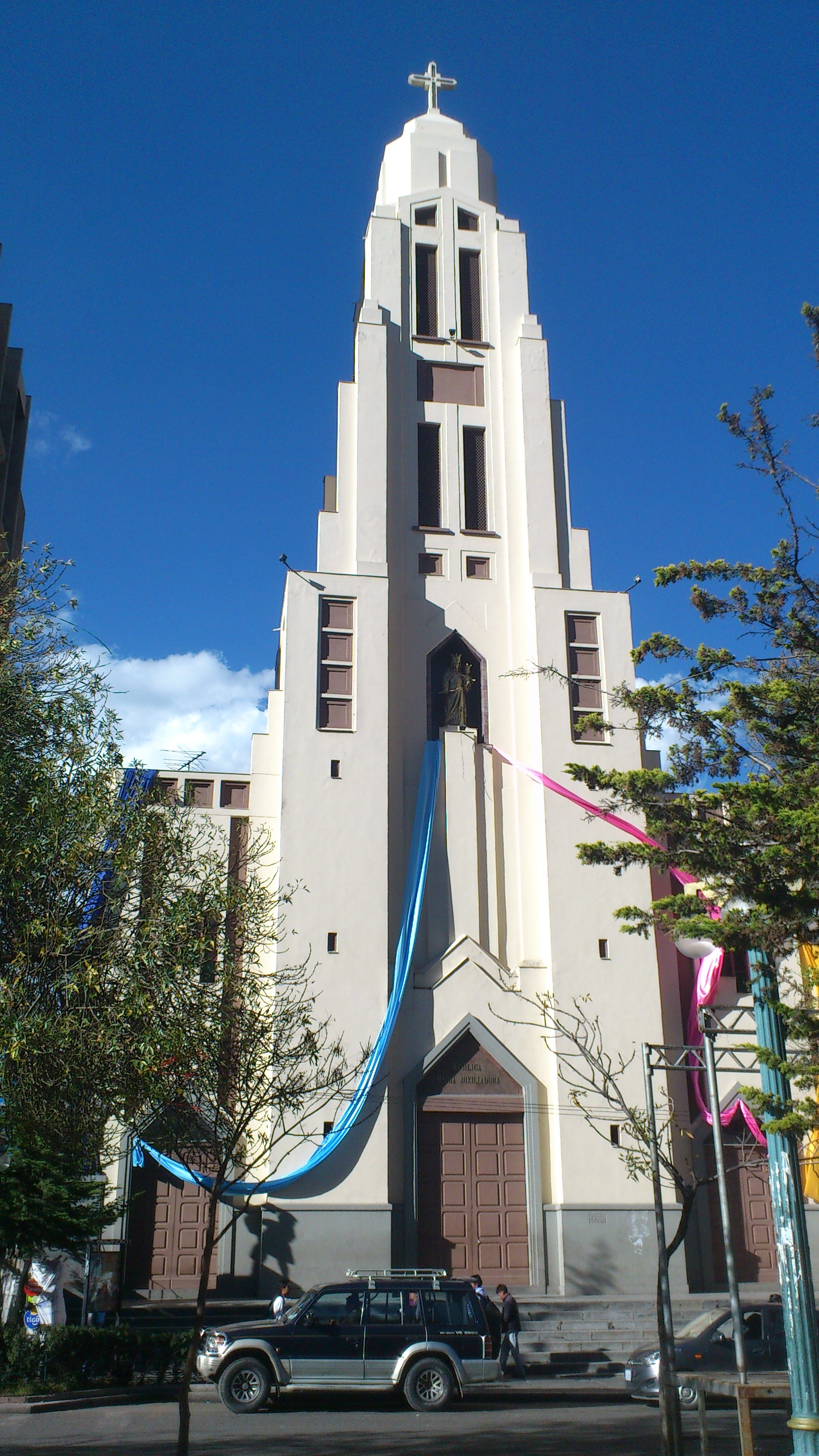
Basilika Maria Hilf, La Paz

Die Basilika Maria Hilf (spanisch Basílica de María Auxiliadora) ist eine römisch-katholische Kirche in La Paz, dem Regierungssitz Boliviens. Die Kirche im Erzbistum La Paz ist mit dem Patrozinium der Maria, Hilfe der Christen hat den Rang einer Basilica minor.

## Geschichte
Das Bauprojekt der Kirche begann 1946 anlässlich der Feier des 50. Jahrestages der Gründung des Salesianischen Werkes in La Paz. Der Bau der Basilika 1950 bis 1969 wurde vom italienischen Ingenieur Vittorio Aloisio geleitet. An die Kirche schließen sich Einrichtungen der Salesianer Don Boscos an. Am 24. September 2000 wurde die Kirche durch Papst Johannes Paul II. in den Rang einer Basilica minor erhoben.

## Bauwerk
Die dreischiffigen Basilika gilt aufgrund ihres Art-Deco-Stils als bedeutender Vertreter der Architektur der Moderne in La Paz. In dem kreuzförmigen Bauwerk wurde auf geschwungenen Linien konsequent verzichtet und die Formensprache der Gotik mit reinen Linien neu interpretiert. 
Drei Portale mit Holztoren unter eckigen Bögen führen in die helle Kirche. Über dem Eingang ragt der Glockenturm empor, der aus drei abnehmenden Körpern besteht. 
Die Vierungskuppel beleuchtet zusammen mit den exquisit ausgearbeiteten Buntglasfenstern im Chorraum und den Obergaden die Kirche, deren Haupt- und Seitenaltäre sowie Böden aus italienischem, polychromen Marmor gefertigt wurden. 
Die Kirche ist mit Bildern der Jungfrau von Cotoca, von Maria, Hilfe der Christen und Johannes des Täufers ausgestattet.